# Джеръми Стронг
Джеръми Стронг (на английски: Jeremy Strong) е американски актьор.
Роден е на 25 декември 1978 година в Бостън в семейството на служител в затвор за малолетни с еврейски произход и медицинска сестра с ирландски произход. През 2001 година завършва Йейлския университет, след което се установява в Ню Йорк и започва да играе в театъра, а от 2008 година и в киното. Получава известност с ролите си в сериала „Наследници“ (Succession, 2018 – 2023) и филми като „Съдията“ (The Judge, 2014), „Големият залог“ (The Big Short, 2015) и „Джентълмените“ (The Gentlemen, 2019). Получавал е награди „Тони“, „Еми“ и „Златен глобус“ и е номиниран за „Оскар“ и награда на БАФТА.

## Избрана филмография
- „Наследници“ (Succession, 2018 – 2023)
- „Съдията“ (The Judge, 2014)
- „Големият залог“ (The Big Short, 2015)
- „Джентълмените“ (The Gentlemen, 2019)
- „Процесът срещу Чикаго 7“ (The Trial of the Chicago 7, 2020)
- „Стажантът“ (The Apprentice, 2024)